# Strade Bianche 2025
De Italiaanse wielerwedstrijd Strade Bianche werd in 2025 verreden op zaterdag 8 maart. Voor de mannen was het de negentiende editie en voor de vrouwen de elfde. Demi Vollering won bij de vrouwen door op de slotklim bij Anna van der Breggen weg te springen. Bij de mannen won Tadej Pogačar na een lang duel met Tom Pidcock, die hij na 19 kilometer achter liet.

## Mannen

### Deelnemende ploegen
Vijfentwintig ploegen gingen van start. Naast de achttien UCI Worldteams deden zeven UCI Proteams mee aan de wedstrijd. Zij werden op vrijdagmiddag aan het publiek voorgesteld en gingen op zaterdag om 11.25 uur van start in Siena.

### Uitslag
| Plaats  | Naam                | Ploeg                           | Tijd     |
| ------- | ------------------- | ------------------------------- | -------- |
| Winnaar | Tadej Pogačar       | UAE Team Emirates-XRG           | 5u13'58" |
| 2       | Tom Pidcock         | Q36.5 Pro Cycling Team          | + 1'24"  |
| 3       | Tim Wellens         | UAE Team Emirates-XRG           | + 2'12"  |
| 4       | Ben Healy           | EF Education-EasyPost           | + 3'23"  |
| 5       | Pello Bilbao        | Bahrain Victorious              | + 4'20"  |
| 6       | Magnus Cort         | Uno-X Mobility                  | + 4'26"  |
| 7       | Gianni Vermeersch   | Alpecin-Deceuninck              | + 4'29"  |
| 8       | Michael Valgren     | EF Education-EasyPost           | + 4'37"  |
| 9       | Lennert Van Eetvelt | Lotto                           | + 4'47"  |
| 10      | Roger Adrià         | Red Bull-BORA-hansgrohe         | + 5'06"  |
| 11      | Mikel Landa         | Soudal Quick-Step               | + 5'31"  |
| 12      | Toms Skujiņš        | Lidl-Trek                       | + 5'33"  |
| 13      | Connor Swift        | INEOS Grenadiers                | z.t.     |
| 14      | Davide Formolo      | Movistar Team                   | z.t.     |
| 15      | Quinten Hermans     | Alpecin-Deceuninck              | + 5'34"  |
| 16      | Andrea Vendrame     | Decathlon AG2R La Mondiale Team | z.t.     |
| 17      | Jordan Labrosse     | Decathlon AG2R La Mondiale Team | z.t.     |
| 18      | Florian Vermeersch  | UAE Team Emirates-XRG           | z.t.     |
| 19      | Lewis Askey         | Groupama-FDJ                    | z.t.     |
| 20      | Kévin Vauquelin     | Arkéa-B&B Hotels                | + 5'41"  |
|         |                     |                                 |          |
| 35      | Bauke Mollema       | Lidl-Trek                       | + 11'08" |

## Vrouwen

### Uitslag
| Plaats  | Naam                   | Ploeg                    | Tijd     |
| ------- | ---------------------- | ------------------------ | -------- |
| Winnaar | Demi Vollering         | FDJ-SUEZ                 | 3u49'4"  |
| 2       | Anna van der Breggen   | Team SD Worx-Protime     | + 18"    |
| 3       | Pauline Ferrand-Prévot | Team Visma\|Lease a Bike | + 1'42"  |
| 4       | Juliette Labous        | FDJ-SUEZ                 | z.t.     |
| 5       | Mavi García            | Liv AlUla Jayco          | + 1'47"  |
| 6       | Yara Kastelijn         | Fenix-Deceuninck         | + 1'48"  |
| 7       | Puck Pieterse          | Fenix-Deceuninck         | + 1'49"  |
| 8       | Niamh Fisher-Black     | Fenix-Deceuninck         | + 1'54"  |
| 9       | Noemi Rüegg            | EF Education-Oatly       | + 1'55"  |
| 10      | Silke Smulders         | Liv AlUla Jayco          | + 1'59"  |
| 11      | Monica Trinca Colonel  | Liv AlUla Jayco          | + 2'00"  |
| 12      | Évita Muzic            | FDJ-SUEZ                 | + 2'01"  |
| 13      | Marte Berg Edseth      | Uno-X Mobility           | + 2'10"  |
| 14      | Kimberley Le Court     | AG Insurance-Soudal      | + 2'13"  |
| 15      | Mischa Bredewold       | Team SD Worx-Protime     | + 2'22"  |
| 16      | Silvia Persico         | UAE Team ADQ             | + 3'17"  |
| 17      | Femke Gerritse         | Team SD Worx-Protime     | + 3'36"  |
| 18      | Letizia Borghesi       | EF Education-Oatly       | + 5'04"  |
| 19      | Liane Lippert          | Movistar Team            | + 5'19"  |
| 20      | Amanda Spratt          | Lidl-Trek                | + 5'30"  |
|         |                        |                          |          |
| 34      | Margot Vanpachtenbeke  | VolkerWessels            | + 14'48" |

2007 · 2008 · 2009 · 2010 · 2011 · 2012 · 2013 · 2014 · 2015 · 2016 · 2017 · 2018 · 2019 · 2020 · 2021 · 2022 · 2023 · 2024 · 2025
Tour Down Under ·
Great Ocean Road Race ·
Ronde van de Verenigde Arabische Emiraten ·
Omloop Het Nieuwsblad ·
Strade Bianche ·
Parijs-Nice · 
Tirreno-Adriatico · 
Milaan-San Remo ·
Ronde van Catalonië ·
Classic Brugge-De Panne ·
E3 Saxo Classic ·
Gent-Wevelgem ·
Dwars door Vlaanderen ·
Ronde van Vlaanderen ·
Ronde van het Baskenland ·
Parijs-Roubaix ·
Amstel Gold Race ·
Waalse Pijl ·
Luik-Bastenaken-Luik ·
Ronde van Romandië ·
Eschborn-Frankfurt ·
Ronde van Italië ·
Critérium du Dauphiné ·
Ronde van Zwitserland ·
Copenhagen Sprint · 
Ronde van Frankrijk ·
Clásica San Sebastián ·
Ronde van Polen ·
BEMER Cyclassics ·
Renewi Tour ·
Ronde van Spanje ·
Bretagne Classic ·
GP van Quebec ·
GP van Montreal ·
Ronde van Lombardije ·
Ronde van Guangxi
Tour Down Under ·
Cadel Evans Great Ocean Road Race ·
Ronde van de Verenigde Arabische Emiraten ·
Omloop Het Nieuwsblad ·
Strade Bianche ·
Trofeo Alfredo Binda-Comune di Cittiglio ·
Milaan-San Remo ·
Brugge-De Panne ·
Gent-Wevelgem ·
Ronde van Vlaanderen ·
Parijs-Roubaix ·
Amstel Gold Race ·
Waalse Pijl ·
Luik-Bastenaken-Luik ·
Ronde van Spanje ·
Ronde van het Baskenland ·
Ronde van Burgos ·
Ronde van Groot-Brittannië ·
Ronde van Zwitserland ·
Copenhagen Sprint · 
Ronde van Italië ·
Ronde van Frankrijk ·
Ronde van Romandië ·
Ronde van Scandinavië ·
GP de Plouay-Bretagne ·
Simac Ladies Tour ·
Ronde van Chongming ·
Ronde van Guangxi